# Диксон, Дэвид Кэтчингс
Дэвид Кэтчингс Диксон (англ. David Catchings Dickson; 25 февраля 1818, округ Пайк, Миссисипи — 5 июня (?) 1880) — американский политик, 4-й вице-губернатор Техаса (1853—1855), 9-й спикер палаты представителей Техаса.

## Биография
Дэвид Кэтчингс Диксон родился 25 февраля 1818 года в округе Пайк, Миссисипи. Когда ему было 12 лет, их семья переехала в Джорджтаун (округ Копайа, штат Миссисипи). Там же он женился на Софронии Мэджи (Sophronia L. Magee). В 1841 году Диксон окончил медицинский колледж в Лексингтоне (штат Кентукки). После этого вместе с женой он переехал в Андерсон, находившийся в округе Монтгомери штата Техас (в настоящее время город Андерсон является административным центром округа Граймс).
Политическая карьера Дэвида Диксона началась 4 июня 1845 года, когда он был избран мировым судьёй (англ. Justice of the Peace) в округе Монтгомери, штат Техас.
Диксон был членом палаты представителей Техаса 1-го (1846—1847), 3-го (1849—1851), 4-го (1851—1853), 6-го (1856—1857) и 8-го (1859—1861) созывов. В 1851—1853 годах он был спикером палаты представителей Техаса.
В 1853 году он победил на выборах и стал вице-губернатором Техаса. Вместе с губернатором Техаса Элайшей Пизом он вступил в должность 21 декабря 1853 года. В 1855 году Диксон участвовал в выборах губернатора Техаса от демократической партии; кроме этого, его кандидатуру поддерживала «партия незнаек» (Know Nothing). Несмотря на это, он проиграл действующему губернатору республиканцу Элайше Пизу.
Во время гражданской войны в США Диксон служил капитаном в народном ополчении. С 1863 по 1865 год, в течение 9-го и 10-го созывов легислатуры Техаса, Диксон был сенатором штата Техас. 1 сентября 1866 года он был назначен финансовым агентом тюрьмы в Хантсвилле, и его деятельность на этом посту была высоко оценена губернатором Техаса Джеймсом Трокмортоном. 
В 1867 году Дэвид Кэтчингс Диксон ушёл со службы и продолжил медицинскую практику в округе Граймс. Он скончался в 1880 году. В одних источниках указана дата смерти 5 июня 1880 года, в других написано, что он был похоронен 5 июня 1880 года на семейном кладбище в городе Андерсон, штат Техас.